# フタバカゲロウ
フタバカゲロウ（双翅蜉蝣 学名：Cloeon dipterum）は、カゲロウ目コカゲロウ科フタバカゲロウ属に属する昆虫（カゲロウ）の一種。淡水の止水域に生息し、世界的に広く分布する種で、日本に生息するコカゲロウ科、および止水性カゲロウの代表的な種である。
「フタバカゲロウ」の和名は松村松年が1904年（明治37年）に『日本千虫図解 第一巻』で初めて提唱した。

## 形態
成虫の体長は10 mm内外ないし8 mm内外で、前翅長は9 mm内外（後翅はない）。2本の尾を有する。成虫の体色は個体差があり、緑色がかった体色の個体や、褐色の強い個体が知られているが、メスの場合はオスより体色が淡い。成虫の交尾器は先端の尖った三角形。大複眼の上部は茶褐色、基部は黄色で、基複眼も灰色がかった黄色である。前翅の外縁の間脈は1本。
オス成虫の脚の基節・腿節・跗節にはそれぞれ赤褐色の輪紋があり、腹部は黄白色。腹部の各節には褐色の斑紋があるが、メスの場合はオスより不明瞭である。またメス成虫の前翅前縁には褐色の斑紋があるが、メスの亜成虫では不明瞭である。

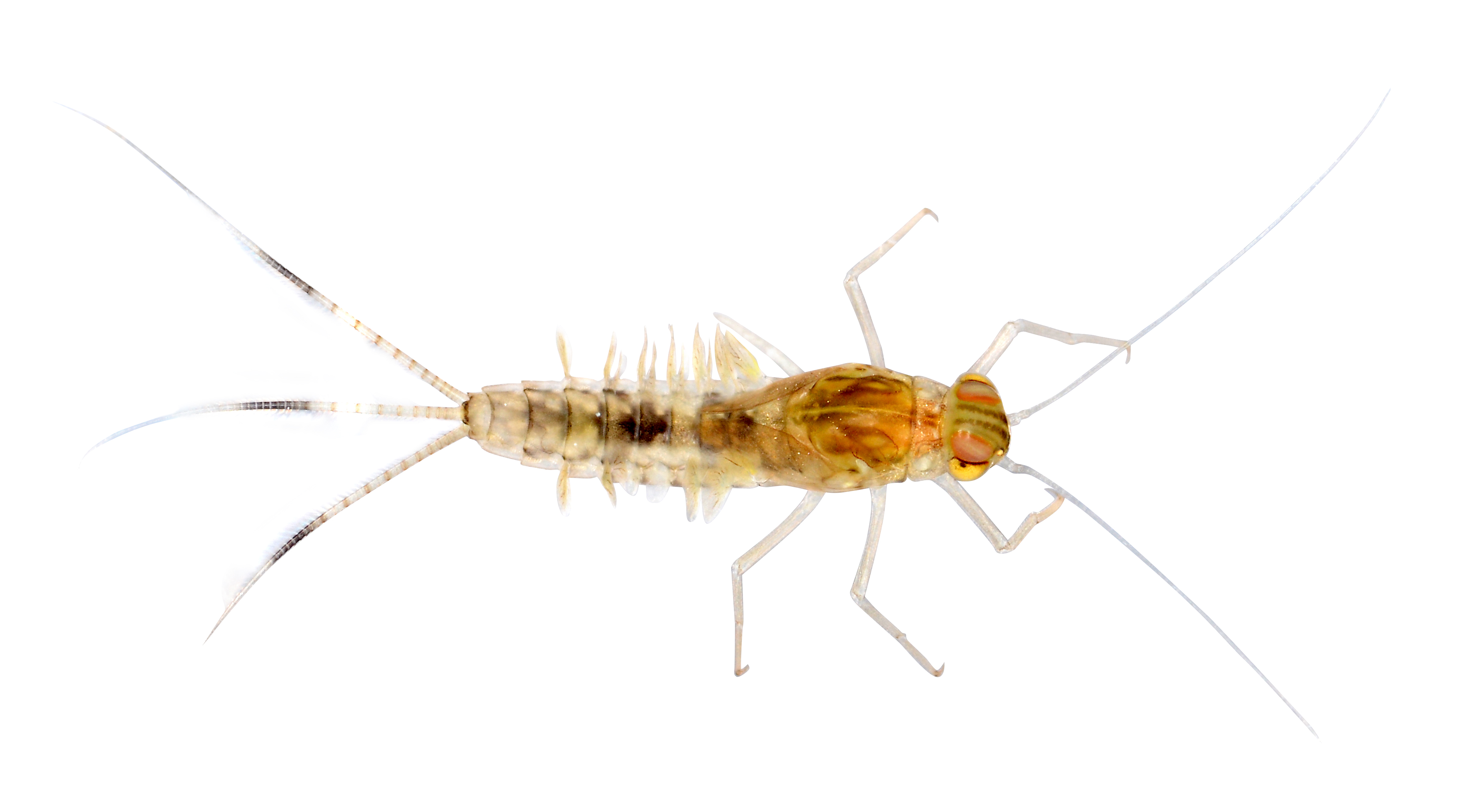
フタバカゲロウの幼虫（オス）

幼虫は細長い円筒形で、体長は約8 mmないし約10 mm。体色は黄緑色で、緑褐色の斑紋がある。脚は細くて淡色で、脛節末端に1箇所の褐色横帯があり、脛節・跗節の基部も褐色である。頭部は小さく、複眼は側方に付き、触角は長く、体長の半分以上に達する。前胸は後ろで開いた梯形で、左右に約4か所の淡色斑があり、中胸背面にもやや不規則な淡色紋がある。腹節背面の中央部には正中線を挟んで1対の淡色点紋があり、腹部（第1 - 7節の側方）には葉状の鰓を7対有するが、「フタバカゲロウ」の名の通り、第1 - 6対はいずれも2葉よりなり、第7対（広卵円形）のみ単一である。尾は3本あり、中央の尾はその両側に、両側のそれぞれ長毛を具える。

### 近似種との区別
成虫はタマリフタバカゲロウと似ているが、オス成虫の把持子の間は円錐形で、その先端が尖る点で区別できる。また、フタバカゲロウ属のオス成虫はウスバコカゲロウ属 Centroptilum およびヒメウスバコカゲロウ属 Procloeon とは異なり、把持子末端節の形状は丸くて小さく、左右の把持子間の形状も円錐形である。メス成虫の場合は先述の2属とは異なり、複眼は小さくて背面で接しない点に加え、前翅前縁に褐色の斑紋がある点で区別できる。
幼虫もナミフタオカゲロウ・ヒメフタオカゲロウやコカゲロウ各種に似ているが、尾の帯斑の様子や、触角が長い点などで区別できる。尾は内側のみに濃い褐色の帯斑が3節おきに入り、尾の先には幅のある濃褐色の帯斑があるため、その点で近縁種と区別できる。また腹部腹面中央部の左右には、淡褐色のやや幅広い縦条が1本ずつある。コカゲロウ科の幼虫の鰓を比較した場合、本種やウスバコカゲロウ属の幼虫の鰓は菱形で、フタバコカゲロウ属 Baetiella やコカゲロウ属 Baetis の幼虫の鰓は単一卵円型である。また、本種の幼虫はイトトンボの幼虫（ヤゴ）とも似ているが、触角が長くて頭が小さいことや、腹部側面に目立つ鰓がある点で区別できる。

## 分布
世界的に広い分布域を持ち、全北区の広範囲（日本を含む東アジアからヨーロッパ・北アメリカ）に分布する。スウェーデンでは、冬季に氷結して無酸素状態になる小さな池（水深1.5 m）でも越冬し、実験的に完全な無酸素条件下（水温0℃）に125日間置いても半数が生存した記録がある。
日本列島・朝鮮半島に分布する系統は他地域の系統と遺伝的に大きく分化していることが判明している。

## 生態
本種を含むフタバカゲロウ類は最も身近なカゲロウ類の一群で、淡水の止水域（湖池沼や河川の淵・たまりなど）で多く見られる。また、個体レベルでも高い移動分散能力を有し、人工的なもの（学校の水泳用プールなど）を含めた一時的な水域でも突然出現することがある。
通常は年2化性で、成虫は春 - 秋までの長期間にわたって連続的に羽化し、繁殖活動（交尾・産卵）を行う。成虫・亜成虫とも灯火によく飛来する。カゲロウ類の成虫は極めて短命な昆虫として知られるが、本種のメス成虫はカゲロウ類としては例外的に寿命が長く、約数週間 - 1か月間にわたって生存する。また世代交代のサイクルも他のカゲロウ類に比べて短く、年に数世代を有することもある。カゲロウ類の口器は退化しており、食物を摂ることはできない。
昆虫類のほとんどは卵生だが、本種は昆虫類としては珍しく卵胎生である。本種の卵はタンパク質性卵黄を有さず、母体から栄養供給を受け、胚発生の大部分を（孵化間際まで）母体内で行う。そしてその卵は水に産み落とされると、すぐに孵化して幼生（幼虫）になり、そのまま水中生活に移行する。
幼虫は水田では6月ごろから目立つようになり、冬場も水たまりなどで見られる。幼虫は遊泳に適した砲弾型の体形で、小魚のように巧みに泳ぎ、岩・水生植物の表面に生えた藻類を食べて成長する植食性である。幼虫は餌条件が良いと、幼虫期間の脱皮回数が増加し、大型化する傾向にある。河川ではフタオカゲロウ類と混生していることも多い。なお、若齢幼虫は有機リン系およびカーバメート系の殺虫剤（農薬）に対する感受性が高い。
カゲロウ目は不完全変態の昆虫だが、幼虫がいきなり成虫になるわけではなく、まず成虫とよく似た外見の「亜成虫」として羽化する。さらに「亜成虫」は河原周辺の梢などで1日 - 数日間を過ごしてから脱皮して成虫になる。幼虫は水草やヨシの周り、岸辺近くで水面羽化する。
カゲロウ目の幼虫は魚類を始めとする捕食性の水生動物にとって重要な餌で、シャープゲンゴロウモドキ（種の保存法に基づく国内希少野生動植物種）の幼虫は本種の幼虫を重要な餌の1つとしていると考えられる。また、本種の幼虫はハリガネムシの幼虫に移動宿主として寄生される場合があり、その個体が羽化後にカマキリなどに捕食されることで移行すると考えられている。